# Melanagromyza marellii
Melanagromyza marellii är en tvåvingeart som beskrevs av Brethes 1920. Melanagromyza marellii ingår i släktet Melanagromyza och familjen minerarflugor. Inga underarter finns listade i Catalogue of Life.